# مسجد شاه (البسان)

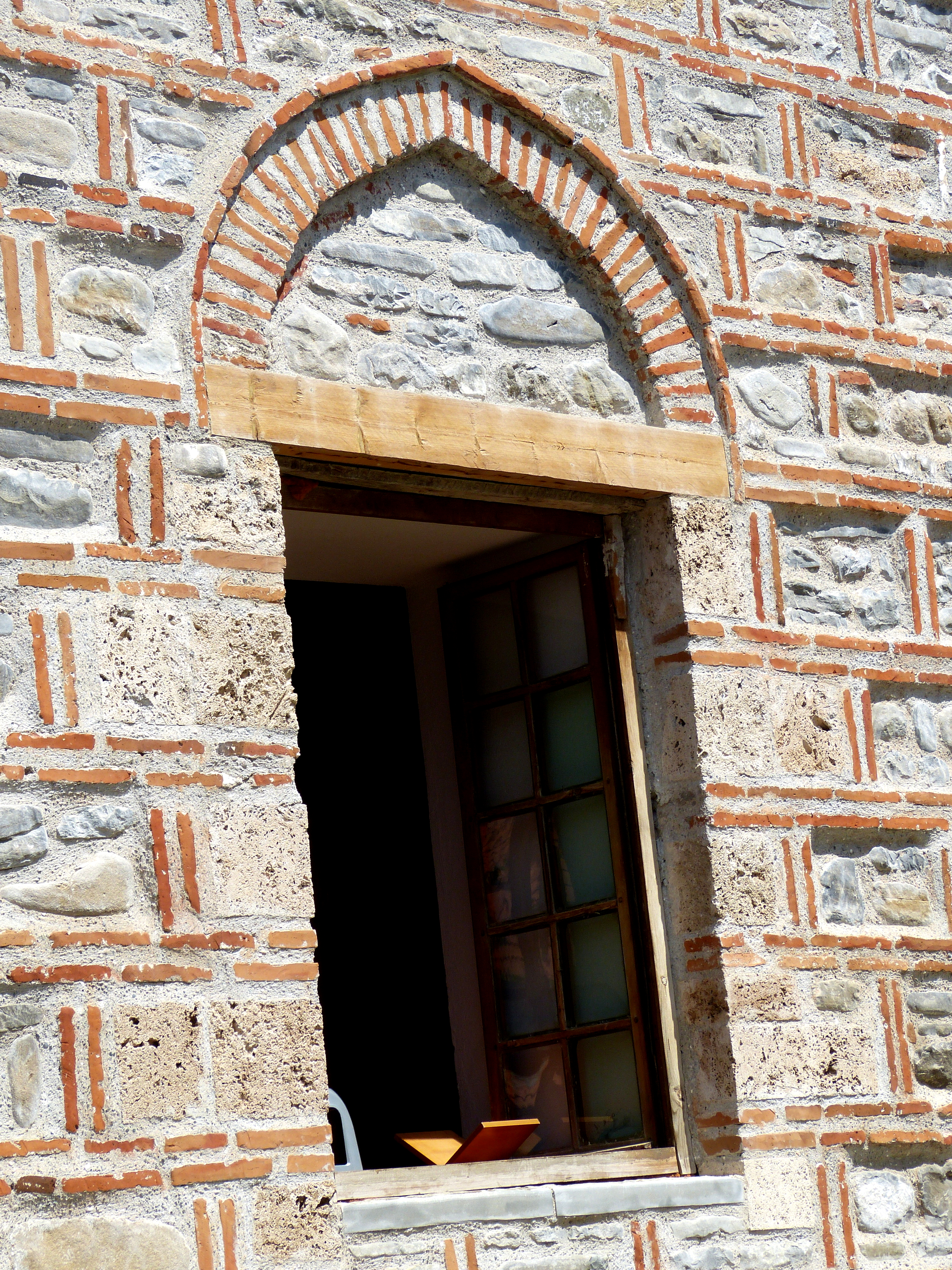
درب مسجد به سبک ترکی

مسجد شاه (آلبانیایی: Xhamia Mbretترکی استانبولی: Hünkâr Camii) یا مسجد سلطان بایزید (Xhamia e Sulltan Bajazitit) یک مسجد تاریخی در قلعهٔ البسان البسان، آلبانی است. این مسجد توسط سلطان بایزید دوم در حدود ۱۴۸۲–۱۴۸۵ ساخته شد. به این دلیل این مسجد قدیمی‌ترین مسجد فعال در آلبانی است. این بنا در سال ۱۹۴۸ به عنوان یک اثر تاریخی فرهنگی آلبانی ثبت شد.